# Antonio Sebastián de Toledo
Antonio Sebastián de Toledo Molina y Salazar (1625-1710), deuxième marquis de Mancera, est le vice-roi de la Nouvelle-Espagne du 15 octobre 1664 au 8 décembre 1673. Il est le fils de Pedro Álvarez de Toledo y Leiva, vice-roi du Pérou.